# Hvězda (rybník)
Hvězda je rybník na řece Třebovka v katastru obce Opatov v okrese Svitavy. Nachází se jižně od obce Třebovice ve vzdálenosti 6,5 km jihovýchodně od České Třebové. Má rozlohu 79 ha a objem přibližně 1,6 milionu m³. V západní části rybníka se nachází zalesněný ostrov ve tvaru šlápoty, kde podle lidové tradice stávala tvrz. Případné stopy po ní (ani písemné prameny) se však nedochovaly. Na severním břehu donedávna stával dvůr a zámek Hvězda.

## Pobřeží
Břehy jsou porostlé nižší zelení a stromy. Podél severního břehu vede silnice do Semanína a až k ní dosahuje zástavba Třebovice. Nedaleko východního břehu prochází silnice Svitavy - Lanškroun.

## Využití
Využívá se především k chovu ryb. V okolí se nacházejí další menší rybníky ze 14. století (Nový, Mušlový). Spolu tvoří významný rybářský revír a hnízdiště ptactva.

## Fauna
- kormorán velký (Phalacrocorax carbo) - M. Polák , M. Janoušek[3]
- rybák černý (Chlidonias nigra) - 50 ex. M. Polák 12.5.1993[3]
- rybák bahenní (Chlidonias hybrida) - 1 ex. M.Janoušek 17.5.1994 (první záznam na okr. Svitavy)[4]
- rybák bělokřídlý (Chlidonias leucoptera) - 1 ex. M.Polák, P.Škaroupka, M.Janoušek 2.5.1992[3]
- volavka popelavá (Ardea cinerea L.) - obsazené hnízdo na ostrově rybníka M.Polák 13.6.1993[3]

## Historie

### Vznik
Založen byl v roce 1372 litomyšlským biskupem Albrechtem ze Šternberka. Název rybníka je odvozen od rodového znaku zakladatele (hvězda).

### Rekonstrukce hráze
Po velké povodni v roce 1997, kterou hráz rybníka jen s obtížemi vydržela, byly zahájeny práce na projektech, které měly za účel zamezit vysokým škodám v obcích na dolním toku Třebovky (obce Třebovice, Rybník, Česká Třebová, Dlouhá Třebová a Ústí nad Orlicí), ke kterým by mohlo dojít při nekontrolovaném odtoku jako v roce 1997 nebo dokonce při protržení poškozené hráze. Celková rekonstrukce hráze rybníka Hvězda proběhla v letech 2004-2005 za přispění fondů Evropské unie.